# Türkiye Futbol Federasyonu
Die Türkiye Futbol Federasyonu (TFF – deutsch Türkische Fußball Föderation, englisch Turkish Football Federation) ist der türkische Fußballverband. Er wurde am 23. April 1923 gegründet und ist seitdem Mitglied der FIFA. Im Jahre 1962 bekam der Verband die Mitgliedschaft in der UEFA. Sitz des Verbandes ist İstanbul. Seit Juli 2024 ist der aktuelle Präsident İbrahim Hacıosmanoğlu. Der Verband gründete im Jahr 1959 die Spor Toto Süper Lig und organisiert ihre Spiele. Weiterhin organisiert er alle professionellen und semi-professionellen Spiele der türkischen Ligen, den türkischen Pokal und die türkische Fußballnationalmannschaft.

## Wettbewerbe

### Nationale Wettbewerbe
Folgende nationalen Wettbewerbe werden unter dem Dach des TFF (Türkiye Futbol Federasyonu) ausgetragen:

#### Türkische Fußballmeisterschaft

##### Meisterschaft der Männer
Die erste türkische Fußballmeisterschaft der Männer nach der Republikgründung 1923 der Republik Türkiye wurde 1924 unter der Ägide der Türkiye Futbol Federasyonu (TFF) in der Türkiye Futbol Şampiyonası (deutsch Türkische Fußballmeisterschaft) ausgespielt. Mit einigen Unterbrechungen aufgrund finanzieller Schwierigkeiten wurde diese Meisterschaft versucht bis 1936 ausspielen zulassen, aber die TFF bereitete 1936 eine erste nationale Liga(meisterschaft) einzuführen mit regelmäßigen Auswärtsspielen im Doppelrundenturnier-Modus. Diese erfolgte 1937 mit der Einführung der Millî Küme (deutsch Nationale Liga bzw. Nationale Klasse), wofür sich die Top-Mannschaften erstmalig über die Saison 1936/37 aus den Top-Regionalligen des Landes qualifizieren konnten. Diese Millî-Küme-Meisterschaft wurde bis 1950 ausgespielt, auch mit vereinzelten Unterbrechungen, aufgrund unter anderem der Olympischen Sommerspiele 1948. Nebenbei wurde 1940 die Türkiye Futbol Şampiyonası wieder eingeführt und diese wurde mit vereinzelten Unterbrechungen regelmäßig bis 1951 ausgespielt. Deswegen gab es ab 1940 teils zwei Landesmeister pro Jahr aus zwei verschiedenen Wettbewerben, beide unter der Ägide der TFF.
Zwischen 1952 und 1955 wurde keine professionale Landesmeisterschaft ausgespielt. Die TFF führte 1956/57 den Federasyon Kupası ein, um einen Landesmeister für den Europapokal der Landesmeister anmelden zu können. 1959 wurde mit der Millî Lig (deutsch Nationale Liga), heutzutage als Süper Lig (deutsch Super Liga) bekannt, die erste landesweite professionelle Ligameisterschaft eingeführt, wofür sich für die Premieren-Saison nur Mannschaften aus den drei Top-Regionalligen, Ankara, Istanbul und Izmir, qualifizieren konnten. In der ersten Süper-Lig-Saison spielten 16 Mannschaften aus Ankara, Istanbul und Izmir in zwei Gruppen. Die Mannschaften, die Gruppenerster wurden, qualifizierten sich für das Finale. Galatasaray Istanbul traf damals auf Fenerbahçe Istanbul. Galatasaray gewann das Hinspiel mit 1:0 und verlor das Rückspiel mit 0:4, somit wurde Fenerbahçe Istanbul der Premierenmeister der Süper Lig. Das Gruppen-System wurde in der darauffolgenden Spielzeit abgeschafft.
In der Saison 2002/03 wurde die Liga in Türkiye Süper Ligi umbenannt. In der Saison 2005/06 wurde der Name nochmals umbenannt, diesmal in Turkcell Süper Lig. Aufgrund Namenssponsorings mit dem Telekommunikationsunternehmen Turkcell, der Hauptsponsor der Liga wurde. Danach folgten mit vereinzelten Unterbrechungen weitere Namenssponsorings. Aktueller Titelträger und Süper-Lig-Rekordmeister ist Galatasaray Istanbul.

##### Meisterschaft der Frauen
1994 wurde die erste türkische Ligameisterschaft der Frauen ausgespielt. Die Frauenfußball-Liga wurde während der COVID-19-Pandemie abgebrochen und nicht zu Ende gespielt. Nach der COVID-19-Pandemie wurde zur Saison 2021/22 die Ligameisterschaft der Frauen in Kadın-Futbol-Süper-Ligi (deutsch Frauenfußball-Super-Liga) umbenannt und mit 24 Mannschaften ausgespielt. Mit weiteren Saisons reduzierte sich das Teilnehmerfeld. Aktueller Rekordmeister der Frauen ist Konak Belediyespor.

#### Türkischer Fußballpokal
Die Fortis Türkiye Kupası ist der seit 1962 ausgetragene Fußball-Pokalwettbewerb für türkische Vereinsmannschaften. Er wird jährlich vom TFF veranstaltet und ist nach dem Gewinn der Türkischen Meisterschaft der wichtigste Titel im nationalen Vereinsfußball. Der erste Gewinner des Pokals war Galatasaray Istanbul, die Mannschaft, welche gleichzeitig Rekordsieger des Pokalwettbewerbs ist (17 mal). Aktueller Pokalgewinner ist Fenerbahçe Istanbul.
Der Sieger des Türkischen-Pokals wurde bis zur Saison 2005/06 nach dem K.-o.-System ermittelt.
Seit der Saison 2005/06 finden im neuen Spielsystem nach der Sommerpause 2 Hauptrunden statt. In der 1. Hauptrunde nehmen 36 Mannschaften aus der 1, 2 und 3. Liga daran teil. Ausgeschlossen sind daran der Pokalgewinner und die ersten drei Mannschaften der 1. Liga. Nach der 2. Hauptrunde finden die Gruppenspiele statt. Die besten 2 Mannschaften aus 4 Gruppen qualifizieren sich für das Viertelfinale. Im Viertel- und Halbfinale finden ein Hin- und Rückspiel statt. Das Turnier trägt seit der Saison 2005/06 als Fortis Türkiye Kupası den Namen des belgischen Sponsors Fortis. Seit 2009/10 heißt der Türkische Pokal Ziraat Türkiye Kupası.

#### Türkischer Fußball-Supercup
Der erste historische spezielle Supercup wurde unter der Ägide der TFF ab 1944 bis 1950 im Başbakanlık Kupası (deutsch Premierminister-Pokal) zwischen den zwei Landesmeister der Millî Küme und Türkiye Futbol Şampiyonası ausgespielt.
1966 wurde der Cumhurbaşkanlığı Kupası (deutsch Präsidenten-Pokal) eingeführt und wurde primär zwischen dem Süper-Lig-Meister und dem türkischen Pokalsieger bis 1998 ausgespielt. Bis 1968 wurde dem Doublegewinner (Meister und Pokalsieger) automatisch zum Sieger des Cumhurbaşkanlığı Kupası erklärt. Ab 1973 bis 1977 wurde dies anders handgehabt der Doublegewinner musste gegen den Sieger des Premierminister-Pokals antreten. Zwischen 1981 und 1982 wurde es unter der Bezeichnung Devlet Başkanlığı Kupası (deutsch Staatspräsident-Pokal bzw. Staatsoberhaupt-Pokal) ausgespielt und dann wurde es erneut in Cumhurbaşkanlığı Kupası umbenannt. Ab 1983 nahm der Doublegewinner automatisch gegen den Vizemeister der Süper Lig teil.
Der türkische Fußball-Supercup-Wettbewerb wurde 2006 reaktiviert unter der Bezeichnung TFF Süper Kupa (deutsch TFF-Superpokal) und wird regelmäßig vor Beginn der Süper-Lig-Saison ausgespielt, wenn es keine terminliche beziehungsweise organisatorischen Probleme bestehen. Dabei trifft primär der amtierende Meister gegen den amtierenden Pokalsieger in einem einzigen Finalspiel aufeinander; der Doublegewinner trifft dabei auf den amtierenden unterlegenen Pokalfinalisten.

### Internationale Wettbewerbe
Die Türkische Fußballnationalmannschaft trat am 26. Oktober 1923 erstmals auf der internationalen Bühne auf – in einem Freundschaftsspiel gegen Rumänien. Das Ergebnis war in Istanbul ein 2:2.
Den ersten Sieg erreichten die Türken gegen Finnland am 17. Juni 1924. In Helsinki schoss der Fenerbahçe-Spieler Zeki Riza Sporel 4 Tore gegen die Skandinavier.
Die erste WM-Endrunde erreichte die Türkei 1954. 2002 nahm sie zum zweiten Mal teil und wurde WM-Dritter.
Die EM-Endrunde erreichte die Türkei fünfmal: 1996, 2000, 2008, 2016, 2020 und 2024. 1996, 2016 und 2020 schied man in der Gruppe aus. 2000 und 2024 schaffte man es ins Viertelfinale, 2008 sogar ins Halbfinale.

#### Erfolg bei Fußball-Weltmeisterschaften
Fußball-Weltmeisterschaft der Männer:
- Platz 3: 2002

#### Erfolge bei Fußball-Europameisterschaften
Fußball-Europameisterschaften der Männer:
- Viertelfinale: 2000, 2024
- Halbfinale: 2008

#### Erfolg beim Konföderationen-Pokal
- Platz 3: 2003

## Präsidenten
- Yusuf Ziya Öniş (1922–1926)
- Muvaffak Menemencioğlu (1926–1931)
- Hamdi Emin Çap (1931–1937)
- Sedat Rıza İstek (1937–1938)
- Danyal Akbel (1938–1943)
- Ziya Ateş (1943)
- Sadi Karsan (1943–1948)
- Vildan Aşir Savaşır (1948–1949)
- Ulvi Ziya Yenal (1949–1952)
- Mehmet Arkan (1952)
- Mümtaz Tarhan (1952)
- Orhan Şeref Apak (1952–1954)
- Ulvi Ziya Yenal (1954)
- Hasan Polat (1954–1957)
- Orhan Şeref Apak (1957–1958)
- Safa Yalçuk (1958–1959)
- Faik Gökay (1959–1960)
- Muhterem Özyurt (1960–1961)
- Bekir Silahçılar (1961)
- Orhan Şeref Apak (1961–1964)
- Muhterem Özyurt (1964–1965)
- Orhan Şeref Apak (1965–1970)
- Hasan Polat (1970–1976)
- Füruzan Tekil (1976–1977)
- Sabahattin Erman (1977)
- İbrahim İskeçe (1977–1978)
- Sahir Gürkan (1978)
- Güngör Sayarı (1978–1979)
- Cemal Saltık (1979–1980)
- İbrahim İskeçe (1980)
- Mazhar Zorlu (1980)
- Doğan Andaç (1980)
- Yılmaz Tokatlı (1980–1984)
- A.Kemal Ulusu (1984–1985)
- Erdoğan Ünver (1985–1986)
- Erdenay Oflaz (1986)
- Ali Uras (1986–1987)
- Halim Çorbalı (1987–1989)
- Şenes Erzik (1989–1997)
- Özkan Olcay (1997)
- Abdullah Kiğılı (1997)
- Haluk Ulusoy (1997–2004)
- Levent Bıçakcı (2004–2006)
- Haluk Ulusoy (2006–2008)
- Hasan Doğan (15. Februar 2008–5. Juli 2008)
- Mahmut Özgener (19. August 2008–29. Juni 2011)
- Mehmet Ali Aydınlar (29. Juni 2011–31. Januar 2012)
- Yıldırım Demirören (27. Februar 2012–28. Februar 2019)
- Nihat Özdemir (1. Juni 2019–4. April 2022)
- Mehmet Büyükekşi (16. Juni 2022 –)

## UEFA-Fünfjahreswertung
Platzierung in der UEFA-Fünfjahreswertung:
(in Klammern die Vorjahresplatzierung). Die Kürzel CL, EL und CO hinter den Länderkoeffizienten geben die Anzahl der Vertreter in der Saison 2026/27 der Champions League, der Europa League sowie der Conference League an.
- 08.  (08)  Belgien (Liga, Pokal) – Koeffizient: 56.850 – CL: 2, EL: 2, CO: 1
- 09.  (10)  Tschechien (Liga, Pokal) – Koeffizient: 44.100 – CL: 2, EL: 2, CO: 1
- 10.  (09)  Türkei (Liga, Pokal) – Koeffizient: 43.900 – CL: 2, EL: 1, CO: 2
- 11.  (14)  Norwegen (Liga, Pokal) – Koeffizient: 39.687 – CL: 2, EL: 2, CO: 1
- 12.  (15)  Griechenland (Liga, Pokal) – Koeffizient: 39.312 – CL: 2, EL: 2, CO: 1

Stand: Ende der Europapokalsaison 2024/25